# YLC-15
YLC-15 — мобильная двухкоординатная радиолокационная станция, предназначена для обнаружения и сопровождения баллистических и аэродинамических целей на малых и предельно малых высотах, в первую очередь для обнаружения цели на расстоянии до 16 км.
Основным преимуществом является компактный размер и лёгкий вес. За исключением антенна и пьедестала, РЛС может быть разбита на три секции, каждая из которых не более 30 кг, может устанавливаться на любых транспортные средства. В YLC-15 также демонстрирует высокую производительность, надёжность и низкое энергопотребление.

## Тактико Технические Характеристики
- Диапазон частот: 300 МГц,S — диапазон[1]
- Зона обзора
  - Азимут: 3600
  - Угол места: 00 — +600